# 대멸종
대멸종(大滅種, 영어: mass extinction, extinction-level event (ELE), biotic crisis) 혹은 대량절멸(大量絶滅)은 거시적인 생물군의 다양성과 개체 수에 있어서 급속한 감소가 일어나는 현상을 나타내는 것으로 이는 종 형성의 정도에 비해 종 사멸이 더 급격히 일어날 때 발생한다. 지구상의 생물자원과 종 다양성의 대부분을 차지하는 것은 미생물군이며 미생물군의 개체 수와 다양성은 측정하기 힘들기 때문에 기록된 대멸종 사건은 지구상의 전체 다양성과 개체 수를 측정하기보다는 쉽게 관찰이 가능한 생물체의 변화를 통해 측정되었다.
99%가 넘는 종이 현재는 멸종된 것으로 알려져 있지만, 멸종 사건은 매우 드물게 일어난다. 지구상에서 생멸이 시작된 이후로, 몇몇 대멸종은 다른 멸종에 비해 훨씬 큰 영향을 끼쳤다. 가장 최근으로는, 6600만년 전의 중생대 백악기/신생대 제3기 경계에 일어난 대멸종이 있으며, 시생대와 선캄브리아대에도 대멸종이 있었을 것이라고 추정되지만 선캄브리아 대 전에는 단단한 몸을 가진 생물이 없었기 때문에 화석 기록을 통해 예측하기가 힘들다. 지구 상에 생물이 나타난 이후 약 5억년 동안 멸종 현상은 다섯번에서 스무번까지도 발생했다고 추정되는데 이 차이는 어느 정도의 멸종 현상을 주요한 멸종 현상이라고 볼지에 따라 달라진다.

## 5대 멸종
1982년 잭 셉코스키와 데이빗 라우프는 다섯 가지 대멸종에 대한 논문을 냈다. 다섯 가지 대멸종은 원래 현생대 동안 감소하는 멸종 속도와는 크게 관련이 없어 보였다. 그러나 이 '5 대멸종'(5 mass extinction)은 많은 데이터와 실험의 통계적인 결과를 통해 비록 확정되지는 않았지만 상대적으로 대표적인 멸종의 사건들로 여겨진다.
1. 백악기-제3기 대멸종 (백악기의 끝 또는 K-T멸종) - 백악기 66 Ma. 원래 K-T멸종이라 불리었지만, 최근 많은 학자들이 K-Pg(백악기-제3기)멸종이라 부르고 있다.[4] 마아스트리치안기 말에 일어나 17%의 과, 50%의 속, 75%의 종이 멸종하였다. 바다에서는 꽃자루가 없는 생물이 33%로 감소하였으며 대부분의 공룡들은(공룡의 후예인 새를 제외한) 이 시기에 멸종되었다. 나중에 포유류와 조류가 지상에서 주류 종류로 나타난다.
2. 트라이아스기-쥐라기 멸종 (트라이아스기 말) - 트라이아스기에서 쥐라기 시대로 바뀌는 시기 205Ma. 23%의 과, 48%의 속이 모두 멸종하였다.[5] 대부분의 공룡이 아닌 파충류, 수궁류, 거대한 양서류가 없어졌고, 육지에서의 공룡들간의 경쟁이 매우 줄어들었다. 파충류는 수중환경에서 계속적으로 주류 위치에 있었고, 이궁류는 바닷속 환경에서 주류였다.
3. 페름기-트라이아스기 멸종 (페름기 말) - 페름기에서 트라이아스기로 바뀌는 시기 251Ma. 가장 거대한 멸종으로 곤충을 포함하여 57%의 과, 83%의 속이 모두 멸종하였다.[5] 식물의 증거는 불분명하지만 새로운 분류군이 멸종 후 지배적인 형태를 나타내었다.[6] “거대한 죽음”은 진화적으로 엄청난 효과를 가져왔다. 지상에서는 포유류과의 파충류가 최고의 위치에서 떨어졌고, 그 비어있는 위치를 지배파충류가 부상하여 차지하였다. 바다에서는 고착동물의 수가 67%에서 50%로 떨어졌다. “거대한 죽음” 이전에도 페름기 말에는 수중 생물에게 살아남기 힘든 환경이 조성되었다.
4. 데본기 말 멸종 - 데본기에서 석탄기로 넘어가는 시기 360-375Ma. 데본기 말 프레스니안시대의 끝에 지속적인 멸종의 연속은 19%의 과, 50%의 속[5], 그리고 70%의 종의 멸종을 가져왔다. 이 멸종은 약 20MY동안 지속되었으며 이 기간 내에 멸종이 주기적으로 이루어졌다는 증거가 있다.
5. 오르도비스기-실루리아기 멸종 (오르도비스기 말) - 오르도비스기에서 실루리아기로 넘어가는 시기 440-450Ma. 두 가지 사건으로 인해 27%의 과, 57%의 속이 멸종하였다.[5] 게다가 멸종된 속의 비율을 따지면 지구 역사에서 다섯 가지 대멸종 중에 두 번째로 거대한 멸종으로 여겨진다.

오래된 화석일수록 화석에 대한 정보를 해석하기 더 어려워 지는데 그에 대한 이유는 다음과 같다.
- 더 오래된 화석일수록 더 깊은 곳에 위치해 있기 때문에 찾기 힘들다.
- 과거 화석이 있던 환경이 퇴적물을 형성하기 어려운 환경이었다.
- 바다에서의 경우 화석이 매우 잘 보존될 수 있는 환경이 갖추어져 있는 반면 지상에서의 경우 화석의 보존 상태는 천차만별이다.[7]

겉보기에 수중 생물의 다양성이 변화를 보이는 것은 사람들이 인위적으로 설정한 것이라는 지적이 많이 있었는데 엄청난 양의 데이터와 통계자료를 통해 분석한 결과 50% 정도의 패턴이 실제로 사실이라고 판정되었으며 이 외에도 여러 가지 근거들이 멸종은 실제로 있었던 사건임을 입증해주었다.

## 이 외의 작은 멸종들
| 시대         | 시작 날짜 | 멸종                         | 시기      | 원인                                             |
| ------------ | --------- | ---------------------------- | --------- | ------------------------------------------------ |
|              |           | 제 4기 멸종                  | 50ka~지금 | 기후 변화                                        |
| 신 제3기     | 23.03     | 중신세 중기 붕괴             | 14.5 Ma   | 놀들링거라이즈 운석 충돌. 아프리카 열곡 화산활동 |
|              |           | 시신세-점신세 멸종           | 33.9 Ma   | 화산 활동. 체서피크만, 파피게이 분화구 운석 충돌 |
| 백악기       | 145.5     | 엡티아 멸종                  | 117 Ma    | 라흐자말 트랩. 벵갈에서 일어난 화산활동.         |
|              |           | 쥐라기 말 멸종               | 145.5 Ma  |                                                  |
| 쥐라기       | 199.6     | 토아시아 멸종                | 183 Ma    |                                                  |
| 페름기       | 299       | 올손의 멸종                  | 270 Ma    |                                                  |
| 석탄기       | 359.2     | 석탄기 열대림 파괴           | 318 Ma    | 급격한 기후 변화                                 |
|              |           | 실루리아기 말                | 416 Ma    |                                                  |
|              |           | 라우 멸종                    | 420 Ma    |                                                  |
|              |           | 멀드 멸종                    | 424 Ma    | 해수면 하강.                                     |
| 실루리아기   | 443.7     | 이레비카 시대                | 428 Ma    | 심해 무산소증.                                   |
|              |           | 캄브리아기-오르도비스기 멸종 | 488 Ma    | 빙하기, 물 속의 산소 부족.                       |
|              |           | 드레스바키아 시대            | 502 Ma    |                                                  |
| 캄브리아기   | 542       | 보타미아 시대 말기           | 517 Ma    |                                                  |
| 선캄브리아기 | 4567.17   | 에디아카라 시대 말기 멸종    | 532 Ma    | 무산소증.                                        |

## 진화적 중요성
대멸종은 종종 지구상의 생명체의 진화를 가속하기도 한다. 그 대표적인 현상으로 한 생물군의 생물학적 지위상의 우위가 다른 생물군으로 이전될 때는 새로운 생물군이 이전의 생물군에 비해 우수해서인 경우보다는 멸종에 의해 이전의 생물군이 새로운 생물군에 자리를 내어주기 때문인 경우가 많다. 예로, 포유류와 공룡과의 경쟁에서 실제로 공룡이 당시 지배적인 생물학적 지위에 있었지만 백악기 말의 대멸종을 통해서 포유류는 생물학적 지위상에서 우위를 차지하게 되었다. 아이러니하게도, 포유류에게 생물학적 지위를 내준 공룡들 또한 트라이아스기 말의 대멸종을 통해 생물학적 지위를 차지했었다.
점증 이론이라는 또 다른 관점으로 보면 생물간의 투쟁이 많은 생물학적 지위에 있는 생물들은 멸종 상황에서 다른 생물들과의 경쟁 때문에 개체 수를 유지시키고 번식시키기가 힘들기 때문에 멸종 과정에서 살아남기가 힘들다. 따라서 대멸종을 통해 적자 생존이 일어날 수 있게 된다. 더 나아가서, 대멸종 후에 살아남은 생물 군은 종 다양성을 회복하는 것이 아니라 개체 수의 회복만 일어나기 때문에 “죽은 분류군의 일생”이라고 일컬어 지는 장기간의 퇴보를 겪게 된다. 따라서 멸종을 단순히 어떤 종이 멸종되었고 어떤 종이 살아남았는지로 분석을 하는 것은 전체의 일부만을 설명해줄 뿐이다.

## 대멸종의 주기성

시간에 따른 생물들의 양을 나타내주는 그래프이다.

많은 추정 결과가 멸종 현상이 2600만년에서 3000만년마다 일어나며, 종 다양성이 6200만년을 주기로 변동한다는 것을 암시하고 있다. 그 예로 태양과 쌍으로 변동하는 별이 은하상에 있다는 이론과 같이, 다양한 이론들이 이 주기성을 설명하려고 시도하였다. 하지만, 또 다른 연구들은 해양 생물의 멸종이 대멸종의 주기성에 들어맞지 않으며 생태계가 점증적으로 대멸종이 일어나게 되는 순간을 만든다는 것은 근거가 없다고 밝혔다.

### 주기성 주장의 시작
시카고대학교 데이빗 라우프 교수는 1984년 고생물들이 고생대 말부터 주기적으로 멸종했고 그 주기가 2천6백만 년이라고 주장했다. 고생물들이 주기적으로 멸종했다는 주장은 이번이 처음이 아니며 이미 프린스튼대학교 알프레드 피셔 교수에 의해 1977년에 발표되었다. 그는 먼저 지질시대에 나타났다가 멸종한 바다에 살았던 무척추동물의 목록을 만들어 각 시대별로 생존했던 생물의 총계를 내었다. 이는 쉬운 일은 아니어서 수많은 논문을 찾아야 하고 고생물의 분류별로 출현과 멸종의 시대를 확인해야 하는 방대한 작업이었다. 그러나 이는 기본재료일 뿐이고 이를 다시 통계학적으로 처리해 의미를 찾아야 한다. 그 결과 그는 지상에 나왔던 해양 무척추 고생물들이 주기적으로 멸종했었다는 생각을 하게 되었다. 그러나 그의 주기적 멸종 주장은 무시되거나 잊혀졌다.
상식적으로 볼 때, 생물이 기후변화나 해수면 변화 같은 지질학적 원인으로 죽는 것은 이해되지만, 그 지질학적 원인이 주기적이라고 생각되지는 않았기 때문이다. 그러나 잊혀졌던 고생물의 주기적 멸종이 외계물체 충돌론으로 다시 살아나게 되었다. 한편 라우프 교수는 1985년 멸종의 주기가 3천만 년이고 그 원인은 지구의 자극이 반전되기 때문이라고 주장했다. 현재의 북극이 언제나 북극이 아니고 자극은 지질시대를 통하여 크게 수십 번 바뀌었으며 자극이 바뀌면서 생물이 멸종했다고 상상할 수도 있을 것이다. 자극의 변화로 지층의 순서를 연구하는 학문인 자기층서학에서는 중/신생대 경계는 29R에 속한다. R은 지자기의 반전을 뜻하며 29는 스물아홉 번째의 자극반전현상이라는 뜻이다. 현재는 1N으로 자기층서학에서 나눈 첫 번째의 자기정상시대이다.

### 주기성에 대한 이론
생물의 멸종이 주기적이라는 생각을 한 충돌론을 주장하는 학자들은 충돌의 원인을 태양계와 우리 은하계의 운동에서 찾았다. 그 하나가 네메시스라 부르는 태양의 연성이나 해왕성 부근에 있는 태양계의 열 번째 행성인 행성 X의 존재이다. 별은 보통 두 개가 함께 돌므로 태양의 연성인 또 다른 별도 생각할 수 있다. 또 명왕성궤도 밖의 행성도 상상할 수 있다. 이 가상의 별들은 크기가 작으며 궤도의 이심률이 아주 큰 타원궤도를 돈다고 생각되었다. 두 번째 충돌원인이 바로 태양계의 운동이다. 태양계는 반지름이 5만 광년인 우리 은하계의 중심에서 약 3만 광년 떨어져 은하계의 중심을 반 시계 방향으로 초속 220 km로 공전해 약 2억 3천만 년에 한 번 공전하는 것으로 알려져 있다. 이 때 태양계는 약 6천3백만 년에서 6천7백만 년의 주기를 가지고 은하계의 장축면의 아래 위를 진동 한다. 현재는 태양계가 장축면에 가까이 있다. 충돌론자들은 네메시스나 행성 X가 태양의 부근을 지날 때 소행성이나 혜성 등 작은 천체물체들이 만유인력에 의해 지구로 끌려와 지구에 부딪친다고 가정했다.
천체에는 소행성, 혜성, 운석, 유성 등 지구에 부딪칠 물체는 많이 있으며 실제 부딪친다. 예컨대 1908년 6월 30일 반지름 수십 m 크기의 운석으로 보이는 외계물체가 시베리아 퉁구스카 상공에서 폭발해 반지름 50 km 내에 있던 엄청난 숫자의 나무가 일거에 쓰러지고 수많은 동물들이 타 죽은 일이 있었다. 당시 560 km 떨어진 시베리아 횡단철도에서 충돌소리가 들렸다고 한다. 그 위력은 약 12 메가톤의 TNT에 해당돼 대단히 큰 수소폭탄 한 개의 위력과 맞먹는 것이다. 1945년 8월 6일 일본 히로시마에 투하된 원폭의 위력이 12,500 톤의 TNT에 해당되므로 퉁구스카 상공에서 터진 물체의 위력은 그의 약 1,000 배에 해당된다. 1994년 여름 목성에 충돌했던 슈메이커-레비혜성 같은 혯성지구에 충돌할 수도 있다고 상상할 수 있다. 슈메이커-레비의 충돌현상이 지구에서 관찰되었을 정도이니 그 위력은 상상을 넘어선다. 달의 표면에 보이는 수많은 충돌자국은 상당부분이 외계물체의 충돌흔적으로 믿어진다. 지구의 표면에 있는 충돌흔적들은 주로 물과 생물의 작용으로 침식되었으나 달의 표면에는 침식현상이 없어 그대로 남아있다. 그러므로 주기적인 외계물체 충돌론은 더욱 설득력 있게 들린다. 지금까지 네메시스나 행성 X가 발견되지는 않았다. 그러나 그렇다고 그들을 가정한 가설이 틀린다고도 하기 어렵다. 앞으로 발견될 수도 있고 다른 별이 있을 수 있기 때문이다.

### 주기성에 대한 반박
캐나다 지구화학자인 데이빗 칼리슬 박사는 생물의 “주기적 멸종은 실제는 주기적이 아니고, 주기적인 것처럼 보이는 통계학적 현상에 속은 것”이라고 주장한다. 이렇게 실제가 아닌 현상에 속는 것을 통계학에서는 유니콘 오류라고 부른다. 유니콘이란 뿔이 하나인 상상의 신비한 동물로 주위환경에 영향을 받지 않는 생물을 뜻하기도 한다. 우연한 충돌을 주장하는 사람들의 설명은 생물의 멸종이 추계학적 현상이지 그 이상은 아니라는 것이다. 즉 생물은 멸종했으나 어떤 시기에 멸종한 생물은 그 전이나 후의 멸종과는 아무런 관계가 없다는 것이 그들의 주장이다. 다시 말하면 생물의 멸종시기를 가지고 통계학적 평균을 낼 수 있으나, 그 평균이 어떤 주기성이 있는 것은 아니라는 것이, 우연한 충돌을 주장하는 학자들의 주장 요지이다. 위의 결론은 과거의 학자가 연구했던 내용을 다시 해석해서 얻은 결론이다.

## 가설들
2001년 매클리오드는 대멸종의 원인들로 주로 언급되는 사건들과 대멸종의 관계를 정리하였다.
- 화산 폭발(범람현무암): 11회 발생, 모두 멸종사건과 관련이 있다. 그러나 위그널은 5개의 큰 멸종사건만이 화산 폭발과 관련이 있고, 멸종이 화산 폭발 이전에 시작했음을 주장했다.[17][18]
- 해수면의 변화: 12회 발생, 그 중 7회만이 멸종사건과 관련이 있다.[17]
- 운석 충돌: 한 운석 충돌 사건이 대멸종과 관련이 있다. 이외에 많은 운석 충돌이 있었지만 멸종사건과 관련이 없다.

### 화산 폭발
화산 폭발으로 인하여 범람현무암으로 생성된 거대한 화성암 지역의 예측된 효과
- 먼지와 에어로졸을 생성하여 광합성을 방해하고 먹이사슬을 육지와 해양에서 파괴할 수 있다.
- 산화황을 방출하여 산성비가 내리고 많은 생명체들을 중독시켜 먹이사슬의 파괴를 더욱 심화시킬 수 있다.
- 이산화탄소를 방출하여 먼지와 에어로졸이 소멸되었을 때에 지구 온난화를 야기할 수 있다.

화산 폭발은 긴 휴면기를 거치며 단기간에 일어나기 때문에 기후가 추워졌다 더워지는 등 진동하도록 영향을 줄 수 있으나, 긴 시간동안 이산화탄소가 축적됨에 따라 결국에는 기온이 올라가도록 만든다.
거대한 화산폭발이 백악기 말, 페름기 말, 트라이아스기 말의 멸종을 야기했거나 멸종에 기여했다고 추측된다.

### 해수면의 하강
해수면의 하강은 전세계에서 동시에 해저가 조간대로 변화하고, 해변이 육지로 변화하며 지질학적으로 그 지역의 지층이 조산운동과 같이 융기한 증거가 없는 현상을 의미한다. 해수면 하강은 바다에서 가장 생산적인 지역인 대륙붕을 감소시켜 대멸종의 원인이 될 수 있다. 또, 기후 패턴을 붕괴하여 육지에서의 멸종을 일으킬 수 있다. 하지만 해수면 하강은 지구 냉각화와 중앙 해령의 침강 등의 다른 원인들로 인하여 나타나는 현상이 가능성이 크다.
해수면 하강은 “5대멸종”(오르도비스기 말, 데본기 말, 페름기 말, 트라이아스기 말, 백악기 말)을 포함한 거의 모든 대멸종과 관련이 있다.

### 운석 충돌설
거대한 운석이나 혜성의 충돌은 먼지와 에어로졸을 생성하여 광합성을 방해하기 때문에 육지와 해양에서 모두 먹이사슬을 붕괴시킬 수 있다. 황이 풍부한 운석들의 충돌은 산화황을 발생시켜 독성 산성비를 내려서 결국 먹이사슬의 붕괴에 기여하게 된다. 또, 이런 충돌은 메가쓰나미와 전세계적 산불을 일으킬 수 있다.
많은 고생물학자들은 6500만년 전 운석이 지구에 충돌했다는 데에 동의한다. 그러나 그 충돌이 백악기-제3기 대멸종의 유일한 이유인 지에 대하여는 논란의 여지가 있다. 그 예시로 운석 충돌과 대멸종의 시기에는 30만년 정도의 차이가 있다는 증거가 발견된 바 있다. 1997년 고생물학자 산카르 채터지는 기존의 운석총돌보다 더 거대한 직경 600km의 쉬바 크레이터에 관심을 돌려 여러개의 운석 충돌로 인한 멸종 시나리오를 제시하였다.

### 지구 냉각화
지구 냉각화가 오랜 기간 지속되면 극지방에 사는 생물체들이 멸종될 수 있으며, 온대기후에 서식하는 생물들이 적도로 이동하게 된다. 이로 인해 열대기후에 사는 생물들의 서식지가 줄어들게되고, 물이 눈이나 얼음의 형태로 저장되면서 전세계적으로 기후를 더욱 건조하게 만들게된다. 그러나 빙하기의 빙하작용은 생물의 다양성에 큰 영향을 끼치지 않는 것으로 알려져있기 때문에 지구 냉각화만으로는 대멸종을 설명하기 어렵다.
지구 냉각화는 오르도비스기 말, 페름기 말, 데본기 말 대멸종과 관련이 있다고 알려져있다. 또, 지구 냉각화는 화산폭발이나 운석 충돌로 인한 기후변화와 구분된다.

### 지구 온난화
지구 온난화는 지구 냉각화와 반대의 결과를 낳는다. 열대기후에 사는 생물들은 멸종하거나 극지방으로 이동한다. 따라서 거세진 생존경쟁으로 인하여 극지방의 많은 종들이 멸종할 수 있다. 또 전세계적으로 해빙이 일어남에 따라 기후가 더욱 습해지며, 해양에서 산소 결핍을 불러올 수 있다.
지구 온난화가 대멸종의 원인으로 추정되는 사례들 중 가장 대표적인 사례는 팔레오세-에오세 최고온기이다. 이 당시 지구 온난화는 작은 규모의 대멸종을 일으킨 원인으로 작용했다고 알려져있다. 지구 온난화는 해양생물의 20퍼센트가 멸종한 트라이아스기-쥐라기 멸종에도 관여를 했다고 알려져 있다. 또 페름기-트라이아스기 멸종도 온난화로 인해 발생되었다는 주장도 있다.

### 클래스레이트 총 이론
클래스레이트는 한 물질이 다른 물질을 3차원 격자 골격구조로 가두는 구조를 가진 화합물이다. 대륙붕은 메탄 클래스레이트를 생성하는데, 메탄 클래스레이트는 온도가 급격히 올라가거나 압력이 급격히 낮아지면 쪼개지며 메탄이 방출된다. 따라서 급격한 지구 온난화, 해수면 하강 또는 지진 같은 자극이 가해지면 메탄이 방출될 수 있다. 메탄은 이산화탄소보다 훨씬 강력한 온실가스이기 때문에 대량의 메탄 방출(클래스레이트 총)은 지구온난화를 발생시키거나 가속시킬 수 있다.
메탄 클래스레이트는 탄소-13를 적게 함유하고 있으므로 탄소-13:탄소-12 비율이 급감한 흔적으로 대량 메탄 방출의 증거를 찾을 수 있다. 그러나 탄소-13의 비율을 감소시킬수 있는 원인이 많으므로 비율이 많이 감소한 경우에만 메탄 방출을 의심할 수 있다.
“클래스레이트 총”은 페름기 말 대멸종과 팔레오세-에오세 최고온기에 기여했다고 알려져 있다.

### 무산소증
무산소증은 바다의 중층과 표층에서 산소가 부족해지거나 아예 없어지는 현상을 의미한다. 이 현상의 이유는 복합적이고 논란의 여지가 있으나, 알려진 사례는 거의 화산으로 인한 장기간의 지구 온난화와 관련돼있다.
무산소증은 오르도비스기-실루리아기, 데본기 말, 페름기-트라이아스기, 트라이아스기-쥐라기 멸종과 이레비켄, 멀드, 라우, 토아시아 멸종 등 작은 규모의 멸종의 원인으로 알려져있다. 한편, 지중해에 무산소증의 증거인 셰일 해저가 발견되었지만 대멸종과 관련이 없는 것으로 밝혀졌다.

### 해양 황화수소 방출
2005년 쿨프, 파블로프와 아서는 페름기-트라이아스기 멸종이 해양에서 광합성하는 플랑크톤과 심해의 황산염 분해 박테리아의 균형이 붕괴되어 일어났다고 주장했다. 이는 황화수소 대량 방출을 일으켜 육지와 해양 생물을 중독시키고 오존층을 파괴하여 남은 생명체들이 자외선에 노출되어 죽었을 것이다.

### 근처의 신성, 초신성 폭발 혹은 감마선 폭발

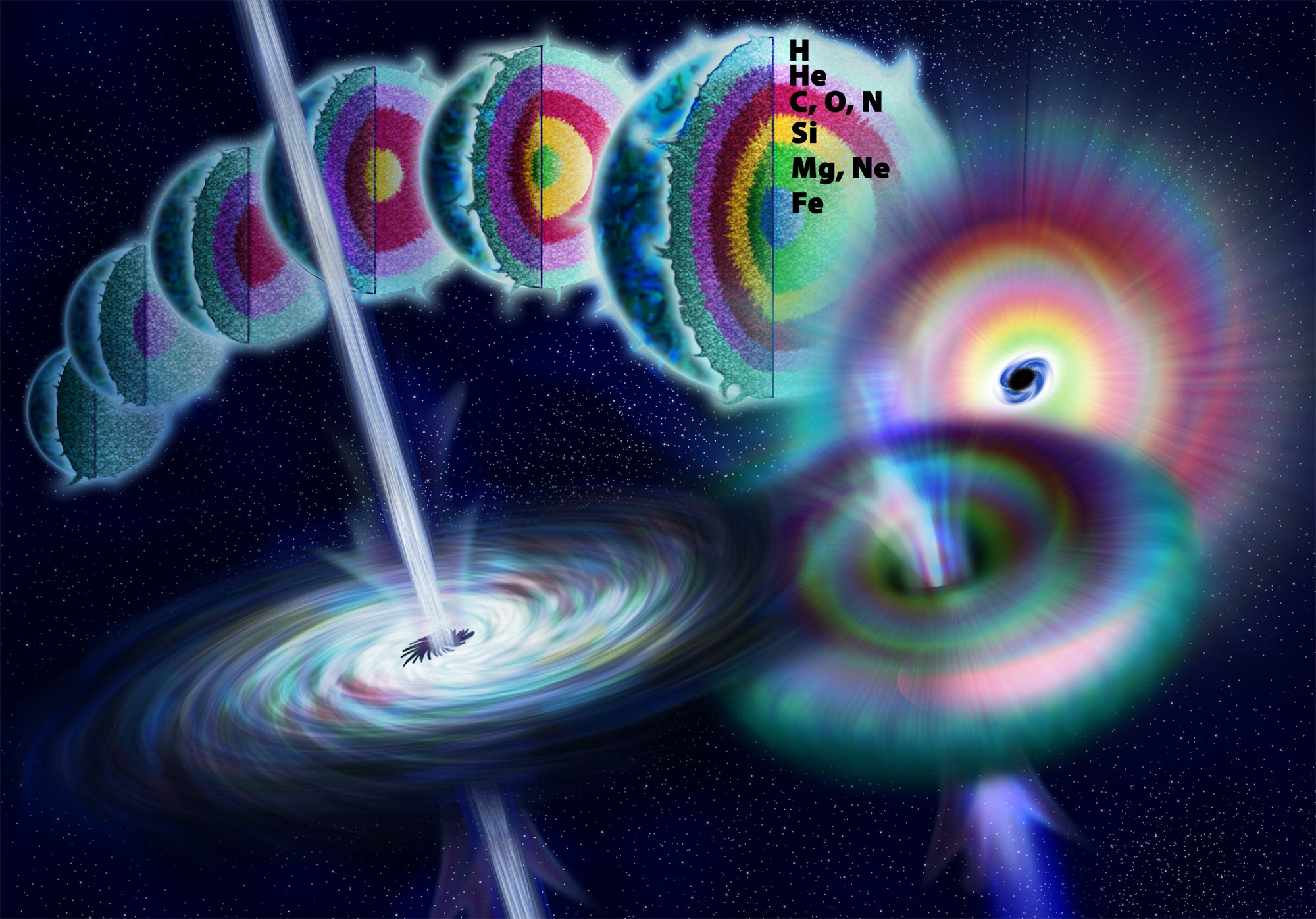
감마선 폭발이 일어나고 있는 모습. 과거 지구와 가까운 부분에서 일어난 감마선 폭발로 인해 대멸종이 발생하였다는 주장이 있다.

근처(6000광년 이내)에서 발생한 감마선 폭발은 지구의 오존층을 충분히 파괴할 수 있었고, 생물체들이 태양의 자외선에 그대로 노출되었다. 감마선 폭발은 각 은하계마다 몇 십 년 동안 매우 적은 수로 발생할 만큼 드문 현상이다. 멸종이 감마선 폭발로 인해 이루어졌다는 주장은 천문학적으로 검증해 보았을 때 멸종이 일어난 시기와 비슷한 시기, 장소에서 실제로 감마선 폭발이 일어났다는 근거로 인해 뒷받침 될 수 있다.

### 판구조론
대륙의 이동은 다음과 같은 몇 가지 방법으로 멸종에 영향을 끼칠 수 있다.
- 빙하기의 시작과 끝에 영향을 준다.
- 바다와 바람의 흐름을 바꾸어 기후를 변화시킨다.
- 바닷길을 새로 열거나 육지를 연결시키면서 이전에 고립되었던 덜 진화된 생명체들이 다른 생명체들과 경쟁을 하게 된다.
- 가끔씩 대륙들이 초대륙을 형성하면서 대륙붕의 면적을 감소시키고 넓고 건조한 지대를 형성하면서 극한 환경을 조성한다.

초대륙인 판게아가 형성됨으로 인해 페름기 말에 멸종이 발생된 것으로 추정되고 있으며 판게아가 형성될 당시 수중 생물들의 속의 다양성이 급격히 줄어들어 멸종의 특징을 보여주고 있다.

### 이 외의 가설들
질병의 유행, 생명체들의 생물학적인 발전에 따른 과도한 경쟁 등 매우 다양한 가설들이 제기되었다. 하지만, 근거가 없는 주장이거나 불가능한 이유를 들어 주장하는 가설, 그리고 이미 거부된 주장을 근거로 한 주장들을 포함에 대부분의 가설들이 받아들여지지 않고 있다.

## 멸종의 영향
대멸종의 영향은 매우 다양하게 나타났다. 가장 큰 멸종으로 꼽히는 페름기-트라이아스기 멸종은 지구상의 생명체들에게 파괴적이었으며 약 90%의 종이 죽었다. 지구상의 생명체들이 멸종한 후 빠른 회복을 보였지만, 리스트로사우르스의 경우와 같이 분류군은 늘어나지 않고 개체군만 늘어나는 형태로 회복이 이루어졌다. 가장 최근에 이루어진 연구에 의하면 복잡한 생태계, 먹이 그물, 그리고 다양한 생태적 지위를 형성하며 한 부분에 특성화된 동물일수록 개체 수를 회복하려면 더 오랜 시간이 걸린다고 한다. 이러한 오랜 회복시간의 원인은 회복을 저지하는 연속적인 멸종 현상과 초기 트라이아스기에 생물체들에게 부적합한 환경이 조성되었기 때문이라고 생각된다. 대멸종 기간 동안 형성된 식물 화석에 대한 기록을 해석하는 것은 매우 어렵다. 몇몇 대멸종은 식물에 대해서도 매우 파괴적인 효과를 보였지만, 데본기 말에 있었던 대멸종의 경우에는 식물에게 큰 영향을 미치지 못했다.

## 지질 시대의 대량 멸종

### 오르도비스기
2005년, NASA와 캔자스 대학의 연구자는 가까이 (6000 광년 이내)에 일어난 초신성 폭발에 의한 감마선 버스트를 지구가 받은 적이 대량 멸종의 발단이 됐다는 설이 나오고 있다.

### 페름기 말
페름기의 말기에 일어난 대량 멸종은 지구 자연사상, 가장 큰 규모의 대량 멸종이다. 해양 생물종의 약 96%와 육상 척추동물의 70% 이상이 멸종했고, 이 수치를 합산하여 보면, 전 지구 생태계의 무려 98% 가량이 멸종한 것이 된다. 그 원인으로는 지금의 시베리아 지역에서 일어난 대규모의 화산 활동이나, 지구 대기 중의 산소의 농도가 급격히 하락한 것, 지구 대기 중의 메탄의 농도가 상승하여 파멸적인 지구 온난화가 일어난 것등이 거론되고 있다. 삼엽충과 단궁류의 거의 모든 종이 멸종했고, 유일하게 살아남은 단궁류가 리스트로사우루스로, 중생대의 트라이아스기 초기까지 지구상에서 가장 큰 육상 동물로 남았으나, 이마저도 공룡의 등장으로 멸종했다. 그 밖에도 세이모리아와 같은 거대 양서류가 멸종하였으며, 이 시기에 지구 자연사에 나타난 대량 멸종들 중에서 유일하게 곤충이 대량으로 멸종하기도 했다.

### 트라이아스기 말
중생대의 트라이아스기 말(약 2억 1200만년 전)의 대량 멸종에서 암모 나이트의 많은 종이 멸종했다. 또한 파충류와 단 활 종류도 대형 동물을 중심으로 많은 계통이 끊이지 당시는 아직 비교적 소형이었다 공룡이 이후 급속하게 발전 해 간다. 모든 생물종의 76 %가 멸종했다고 생각되고있다. 멸종 원인은 중앙 대서양 마그마 분포 영역 (Central Atlantic Magmatic Province)의 화산 활동과 관련이 유력시되고 있다

## 같이 보기
- 백악기-제3기 대멸종
- 빙하기
- 페름기
- 트라이아스기
- 쥐라기
- 데본기
- 석탄기
- 지질시대
- 백악기
- 지구 온난화
- 멸종
- 네메시스 (항성)
- 감마선 폭발
- 실루리아기

## 참고 문헌
1. 《생활 40억 년 전 역사》, 리처드 포티 (2003), 草思社. ISBN 4-7942-1189-9(교보문고)
2. 《살아있는 화석과 대량 멸종 - 므두셀라의 궤적》, 피터 더글러스 워드 (2005), 靑土社. ISBN 4-7917-6183-9(교보문고)
3. 리처드 앨리스, <멸종의 역사>, 2006
4. Ashraf M.T.Elewa, <Mass Extinction>, 2008
5. Raup, D, Sepkoski Jr, J. <Mass extinctions in the marine fossil record>, 1982
6. Sole, R. V., and Newman, M., <Extinctions and Biodiversity in the Fossil Record – Volume Two, The Earth system: biological and ecological dimensions of global environment change>, 2002
7. Overholt, A. C., Melott, A. L., Pohl, M., <Testing the Link Between Terrestrial Climate Change and Galactic Spiral Arm Transit>, 2009
8. Grieve, R., Rupert, J., Smith, J., Therriault, A., <The record of terrestrial impact cratering>, 1996
9. Kump, L.R., Pavlov, A., and Arthur, M.A., <Massive release of hydrogen sulfide to the surface ocean and atmosphere during intervals of oceanic anoxia>, 2005
10. 데이빗 라우프, <멸종(문지스펙트럼 6-5)>, 2003
11. Hallam, A., <Phanerozoic sea-level changes>, 1992
12. Courtillot, V., Jaeger, J-J., Yang, Z., Féraud, G., Hofmann, C, <The influence of continental flood basalts on mass extinctions: where do we stand?" in Ryder, G., Fastovsky, D., and Gartner, S, eds. "The Cretaceous-Tertiary event and other catastrophes in earth history>, 1996
13. Cascales-Miñana, B.; Cleal, C. J., <Plant fossil record and survival analyses>, 2011
14. Smith, A., A. McGowan, <Cyclicity in the fossil record mirrors rock outcrop area>, 2005
15. Benton, M.J., <6. Reptiles Of The Triassic>, 2004
16. 마이클 J 벤턴, <대멸종>, 2007
17. L. Melott and Richard K. Bambach, <Nemesis Reconsidered>, 2010
18. Wignall, P.B., "Large igneous provinces and mass extinctions", 2001
19. Berner, R.A., and Ward, P.D., <Positive Reinforcement, H2S, and the Permo-Triassic Extinction: Comment and Reply>, 2004
20. Sahney, S. and Benton, M.J., <Recovery from the most profound mass extinction of all time>, 2008